# Пестов, Игорь Дмитриевич
Игорь Дмитриевич Пестов (1928—2010) — советский учёный в области авиационной и космической медицины, доктор медицинских наук (1975), профессор (2002), полковник медицинской службы (1988), действительный член Российской Академии Космонавтики имени К. Э. Циолковского. Лауреат Государственной премии СССР (1978).

## Биография
Родился 25 августа 1928 года в деревне Максютино, Тверской губернии.

### Образование и начало деятельности
С 1948 по 1953 год обучался на лечебно-профилактическом факультете Военно-медицинской академии имени С. М. Кирова. С 1953 по 1961 год служил на кораблях и в частях ВМФ СССР в должности военного врача и проходил переобучение на факультете усовершенствования ВМА имени С. М. Кирова.

### В ГНИИИ авиационной и космической медицины и ИМБП РАН
С 1961 по 1988 год на научно-исследовательской работе в ГНИИИ авиационной и космической медицины  в  должностях: адъюнкта, научного сотрудника, с 1969 по 1979 год — начальник лаборатории, с 1979 года помощник и с 1984 года — заместитель начальника этого института. 
С 1988 по 2010 год на научно-исследовательской работе в Институте медико-биологических проблем АН СССР — РАН в должностях: ведущий научный сотрудник, заместитель директора института и главный научный сотрудник лаборатории Л-2 этого института.
В 1964 году И. Д. Пестов защитил диссертацию на соискание учёной степени кандидат медицинских наук по теме: «О роли некоторых афферентных влияний в повышении возбудимости рвотного центра при болезни движения», в 1975 году — доктор медицинских наук по теме: «Исследование эффективности средств и методов профилактики неблагоприятных реакций, связанных с действием невесомости на организм человека». В 2002 году ему было  присвоено учёное звание профессор. С 1991 года — действительный член Международной Академии Астронавтики (1991) и с 1999 года — действительный член Российской Академии Космонавтики имени К. Э. Циолковского.

### Научно-исследовательская деятельность в области космической медицины
Основная научная деятельность И. Д. Пестова связана с вопросами в области космической медицины, биологии и физиологии. И. Д. Пестов был участником  налаживания международного сотрудничества в области подготовки и реализации программ совместных медико-биологических исследований и организации и проведении работ в области медицинского обеспечения пилотируемых космических полётов. И. Д. Пестов принимал непосредственное участие в проведении лётных и наземных исследований, направленных на изучение воздействия на организм имитированной и реальной невесомости, на разработку и внедрение комплекса средств и методов профилактики нежелательных последствий длительных космических полётов, он являлся одним из первых исследователей в области длительного влияния невесомости на организм человека. И. Д. Пестов являлся членом Консультативно-экспертного совета Федеральном космическом агентстве, председателем Комиссии по биомедицинской этике ИМБП РАН, членом Комитета по биоэтике при Комиссии Российской Федерации по делам ЮНЕСКО. И. Д. Пестов являлся автором свыше 150 научных работ.
В 1978 году Постановлением ЦК КПСС и СМ СССР «за цикл работ по медицинскому обоснованию и внедрению комплекса методов и средств профилактики неблагоприятного влияния невесомости на организм человека, обеспечивших возможность осуществления длительных пилотируемых полётов» И. Д. Пестову была присуждена Государственная премия СССР  в области науки и техники.

### Смерть
Скончался 15 мая 2010 года в Москве и похоронен на Ваганьковском кладбище.

## Награды
- Орден Трудового Красного Знамени
- Медаль За боевые заслуги
- Государственной премии СССР (1978)